# Бахмутская украинская уездная рада
Бахмутская уездная украинская рада — орган национального самоуправления украинцев в Бахмутском уезде Екатеринославской губернии в 1917-1918 гг.

## История
Бахмутская уездная украинская рада создана весной 1917 г. на волне подъема украинского национально-освободительного движения. Рада поддержала Центральную Раду и заявила протест против исключения Екатеринославской губернии с территории автономной Украины, предусмотренной II Универсалом Украинской Центральной Рады и Инструкцией Временного правительства Генеральному секретариату УЦР. 
3 сентября 1917 года в Бахмуте состоялся Бахмутский уездный украинский съезд. Съезд избрал представителей Бахмутского уезда в состав Центральной Рады. Ими стали Роман Ильяшенко и Павленко, а Король избран кандидатом к ним.
Рада выступал за выделение украинцев в отдельный батальон которые служили в 25-м запасном пехотном полку, этот призыв нашел отклик в солдатской среде и в городе было создано кош.
Когда Центральная Рада в III Универсале провозгласила Украинскую Народную Республику, по инициативе совета, над зданием Бахмутской уездной земской управы был поднят желто-синий флаг.
В декабре 1917 года, после захвата города большевиками, совет временно прекращала свою деятельность до восстановления контроля УНР над этими территориями весной 1918 г.

## Председатель
- Иляшенко, Роман